# UD Levante (Frauenfußball)
Die Frauenfußballabteilung des UD Levante (offiziell: Levante Unión Deportiva) aus Spanien besteht seit 1998 nach der Eingliederung des San Vicente Valencia CFF.

## Geschichte
Der 1993 gegründete San Vicente Valencia Club de Fútbol Femenino war der Vorreiter des Frauenfußballs in Valencia. Er spielte mehrere Jahre erstklassig und gewann 1997 die spanische Meisterschaft, bevor er im folgenden Jahr in die UD Levante inkorporiert wurde.
Im ersten Jahrzehnt nach der Jahrtausendwende war Levante einer der Spitzenklubs des spanischen Frauenfußballs, mit drei weiteren Meistertiteln und sechs Pokalsiegen. Am 23. September 2007 traf Levante in einem Ligaspiel erstmals auf die Auswahl der Deutschen Schule Valencia (DSV Colegio Alemán), das mit 3:1 gewonnen wurde. Das Team der Deutschen Schule wurde 2009 als vereinseigene Sektion in den FC Valencia inkorporiert, gegen welche Levante am 6. September 2009 im Eröffnungsspiel der Ligasaison 2009/10 erstmals zum Valencia-Derby antrat und mit 2:0 siegte.

## Erfolge
Als San Vicente CFF:
| Spanische Meisterschaft | (1×): | 1997 |
| Spanischer Superpokal   | (1×): | 1997 |

Als UD Levante:
| Spanische Meisterschaft | (3×): | 2001, 2002, 2008                   |
| Spanischer Pokal        | (6×): | 2000, 2001, 2002, 2004, 2005, 2007 |
| Spanischer Superpokal   | (1×): | 2000                               |